# Estado de Minas

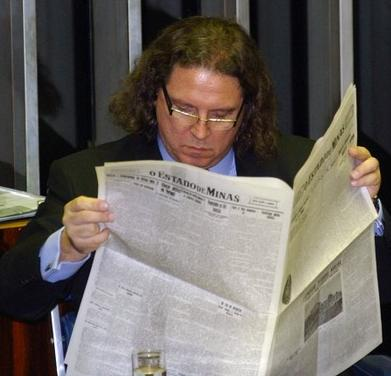
Sénateur australien lisant le journal Estado de Minas

Estado de Minas (en abrégé EM)  est un journal brésilien, publié à Belo Horizonte, capitale de l'État du Minas Gerais.

## Description
Estado de Minas est un journal brésilien publié dans la capitale de l'État de Minas Gerais, Belo Horizonte. Sa fondation remonte à 1928, et un an plus tard, il a été racheté par le Diários Associados (en) d' Assis Chateaubriand. « EM » est la publication la plus traditionnelle et la plus respectée du Minas, et le journal le plus vendu de l'État, avec une moyenne quotidienne de 83 787 exemplaires jusqu'en 2012. Il n'est dépassé dans le Minas que par le tabloïd Super Notícia, et se classe 14e parmi toutes les publications du Brésil. Il est  considéré comme l'un des journaux brésiliens les plus importants et les plus respectés.